# Umberto di Savoia-Aosta
Umberto Maria Vittorio Amedeo Giuseppe di Savoia, conte di Salemi (Torino, 22 giugno 1889 – Crespano Veneto, 19 ottobre 1918) è stato un militare e nobile italiano.
Fu un membro della Casa Savoia.

## Biografia

### Infanzia ed educazione

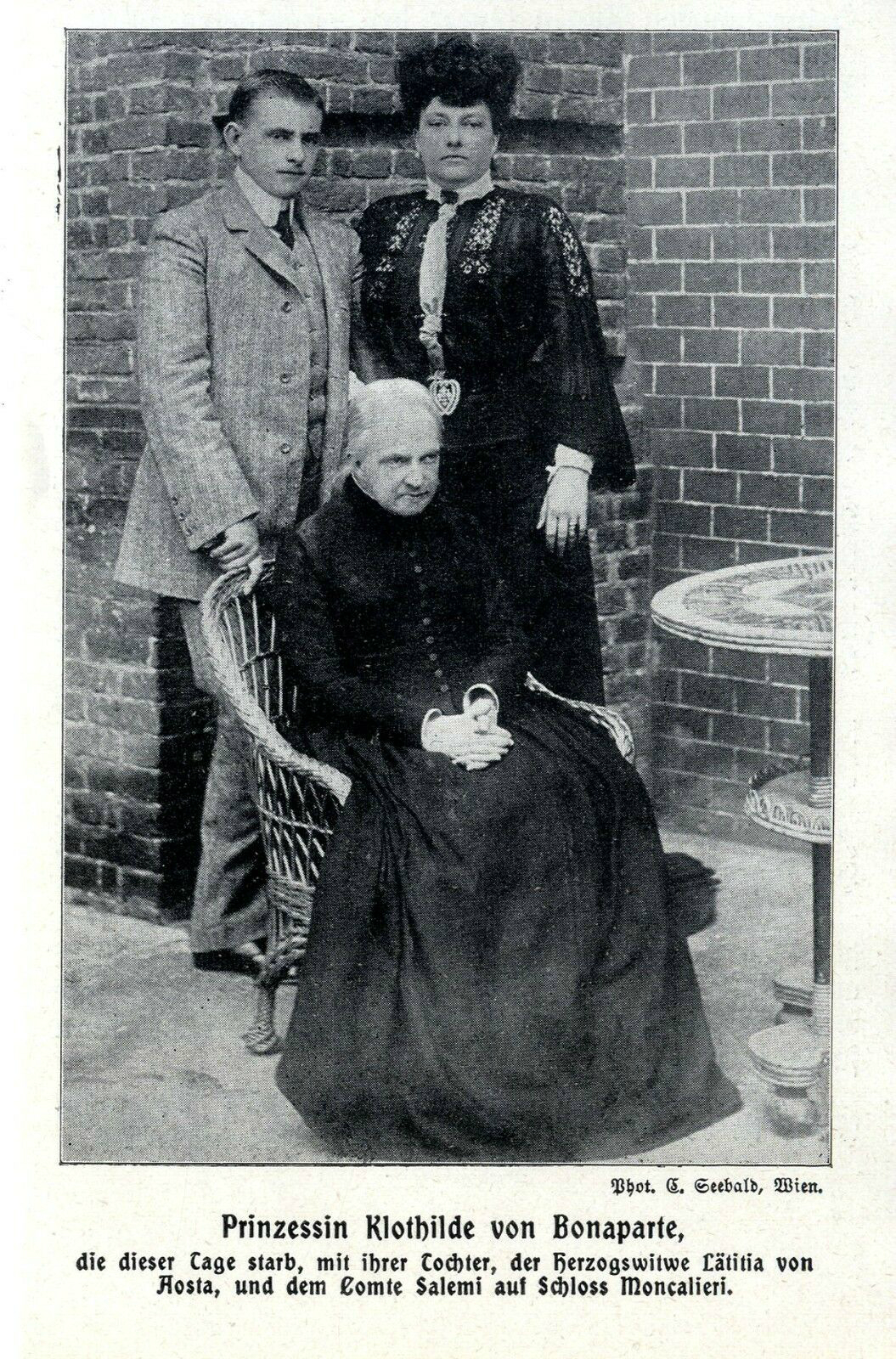
Umberto con la madre Maria Letizia Bonaparte e la nonna Maria Clotilde di Savoia

Figlio di Amedeo I di Spagna e della sua seconda moglie Maria Letizia Bonaparte, Umberto di Savoia nacque a Torino il 22 giugno 1889. Il 2 dicembre dello stesso anno, con regio decreto, il Re Umberto I conferì al nipote il titolo di Conte di Salemi. 
Il titolo ricordava l’impresa dei Mille con la quale - proprio a Salemi - ebbe inizio il processo di unificazione del Paese.
Non avendo egli avuto figli, il titolo non venne più assegnato.
Rimasto orfano del padre poco dopo la nascita, venne educato dalla madre Maria Letizia e dalla nonna e zia Maria Clotilde. Fratellastro di Emanuele Filiberto di Savoia-Aosta, di Vittorio Emanuele di Savoia-Aosta, conte di Torino, e di Luigi Amedeo di Savoia-Aosta, duca degli Abruzzi, Umberto studiò in un collegio non militare (unico in Casa Savoia) a Moncalieri. Terminato il corso liceale nel 1908, entrò nell'Accademia navale di Livorno.

### Prima guerra mondiale
Nel 1915 Umberto si arruolò volontario nella prima guerra mondiale, come semplice soldato. Mandato in prima linea per sua esplicita richiesta, combatté coi bombardieri. Venne ferito, promosso nel maggio 1917 a tenente in servizio permanente per merito di guerra e si guadagnò due medaglie d'argento al valore militare.
Combatté nel reggimento "Cavalleggeri di Treviso" sul Carso e sul Monte Grappa.

### Morte

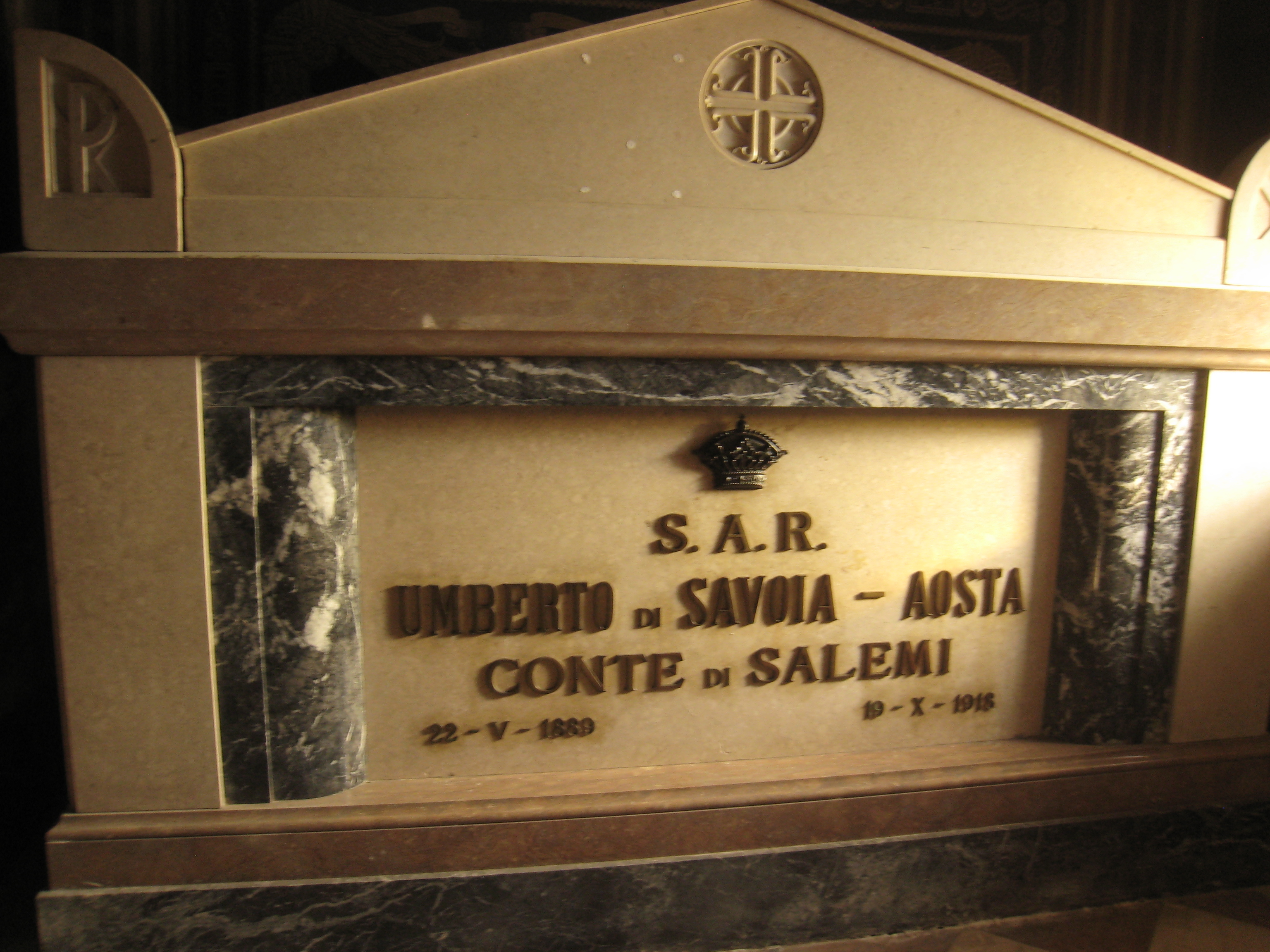
Il sepolcro nel Tempio ossario di Bassano del Grappa.

Ammalatosi di febbre spagnola sul Monte Grappa, morì nel 1918, celibe e senza figli. 
Il bollettino ufficiale di corte lo disse morto dopo un combattimento sul Grappa, in seguito a delle ferite di guerra; in realtà morì di spagnola nell'ospedale militare approntato a Villa Chiavacci. Presso Villa Chiavacci una lapide affissa per l'ottavo anniversario della morte ne ricorda il breve soggiorno e gli ultimi giorni. 
Sepolto inizialmente nel cimitero di Crespano Veneto, la sua salma venne traslata nel Sacrario del Monte Grappa nel 1926.
La sua sepoltura attuale è nella cripta del Tempio ossario di Bassano del Grappa.

## Ascendenza
|                                          |                                     |                                      | Genitori                             |  |  | Nonni |  |  | Bisnonni                |  |  | Trisnonni                          |  |
|                                          |                                     |                                      |                                      |  |  |       |  |  | Carlo Alberto di Savoia |  |  | Carlo Emanuele di Savoia-Carignano |  |
|                                          |                                     |                                      |                                      |  |  |       |  |  | Carlo Alberto di Savoia |  |  | Carlo Emanuele di Savoia-Carignano |  |
|                                          |                                     | Maria Cristina di Sassonia           |                                      |  |  |       |  |  | Carlo Alberto di Savoia |  |  |                                    |  |
| Vittorio Emanuele II di Savoia           |                                     |                                      |                                      |  |  |       |  |  | Carlo Alberto di Savoia |  |  |                                    |  |
|                                          |                                     | Maria Teresa d'Asburgo-Lorena        | Ferdinando III di Toscana            |  |  |       |  |  |                         |  |  |                                    |  |
|                                          |                                     | Maria Teresa d'Asburgo-Lorena        | Ferdinando III di Toscana            |  |  |       |  |  |                         |  |  |                                    |  |
|                                          |                                     | Maria Teresa d'Asburgo-Lorena        | Luisa Maria Amalia di Borbone-Napoli |  |  |       |  |  |                         |  |  |                                    |  |
| Amedeo I di Spagna                       |                                     | Maria Teresa d'Asburgo-Lorena        |                                      |  |  |       |  |  |                         |  |  |                                    |  |
|                                          |                                     | Ranieri Giuseppe d'Asburgo-Lorena    | Leopoldo II d'Asburgo-Lorena         |  |  |       |  |  |                         |  |  |                                    |  |
|                                          |                                     | Ranieri Giuseppe d'Asburgo-Lorena    | Leopoldo II d'Asburgo-Lorena         |  |  |       |  |  |                         |  |  |                                    |  |
|                                          |                                     | Ranieri Giuseppe d'Asburgo-Lorena    | Maria Luisa di Borbone-Spagna        |  |  |       |  |  |                         |  |  |                                    |  |
| Maria Adelaide d'Asburgo-Lorena          |                                     | Ranieri Giuseppe d'Asburgo-Lorena    |                                      |  |  |       |  |  |                         |  |  |                                    |  |
|                                          |                                     | Maria Elisabetta di Savoia-Carignano | Carlo Emanuele di Savoia-Carignano   |  |  |       |  |  |                         |  |  |                                    |  |
|                                          |                                     | Maria Elisabetta di Savoia-Carignano | Carlo Emanuele di Savoia-Carignano   |  |  |       |  |  |                         |  |  |                                    |  |
|                                          |                                     | Maria Elisabetta di Savoia-Carignano | Maria Cristina di Sassonia           |  |  |       |  |  |                         |  |  |                                    |  |
| Umberto di Savoia-Aosta                  |                                     | Maria Elisabetta di Savoia-Carignano |                                      |  |  |       |  |  |                         |  |  |                                    |  |
|                                          | Girolamo Bonaparte, Re di Vestfalia | Carlo Maria Buonaparte               |                                      |  |  |       |  |  |                         |  |  |                                    |  |
|                                          | Girolamo Bonaparte, Re di Vestfalia | Carlo Maria Buonaparte               |                                      |  |  |       |  |  |                         |  |  |                                    |  |
|                                          | Girolamo Bonaparte, Re di Vestfalia | Maria Letizia Ramolino               |                                      |  |  |       |  |  |                         |  |  |                                    |  |
| Napoleone Giuseppe Carlo Paolo Bonaparte | Girolamo Bonaparte, Re di Vestfalia |                                      |                                      |  |  |       |  |  |                         |  |  |                                    |  |
|                                          |                                     | Caterina di Württemberg              | Federico I di Württemberg            |  |  |       |  |  |                         |  |  |                                    |  |
|                                          |                                     | Caterina di Württemberg              | Federico I di Württemberg            |  |  |       |  |  |                         |  |  |                                    |  |
|                                          |                                     | Caterina di Württemberg              | Augusta di Brunswick-Wolfenbüttel    |  |  |       |  |  |                         |  |  |                                    |  |
| Maria Letizia Bonaparte                  |                                     | Caterina di Württemberg              |                                      |  |  |       |  |  |                         |  |  |                                    |  |
|                                          |                                     | Vittorio Emanuele II di Savoia       | Carlo Alberto di Savoia              |  |  |       |  |  |                         |  |  |                                    |  |
|                                          |                                     | Vittorio Emanuele II di Savoia       | Carlo Alberto di Savoia              |  |  |       |  |  |                         |  |  |                                    |  |
|                                          |                                     | Vittorio Emanuele II di Savoia       | Maria Teresa d'Asburgo-Lorena        |  |  |       |  |  |                         |  |  |                                    |  |
| Maria Clotilde di Savoia                 |                                     | Vittorio Emanuele II di Savoia       |                                      |  |  |       |  |  |                         |  |  |                                    |  |
|                                          |                                     | Maria Adelaide d'Asburgo-Lorena      | Ranieri Giuseppe d'Asburgo-Lorena    |  |  |       |  |  |                         |  |  |                                    |  |
|                                          |                                     | Maria Adelaide d'Asburgo-Lorena      | Ranieri Giuseppe d'Asburgo-Lorena    |  |  |       |  |  |                         |  |  |                                    |  |
|                                          |                                     | Maria Adelaide d'Asburgo-Lorena      | Maria Elisabetta di Savoia-Carignano |  |  |       |  |  |                         |  |  |                                    |  |
|                                          |                                     | Maria Adelaide d'Asburgo-Lorena      |                                      |  |  |       |  |  |                         |  |  |                                    |  |